# František Hnátek (politik)
František Hnátek (2. června 1870 Vitice – 16. října 1938 Praha) byl český politik a poslanec Říšské rady za Českoslovanskou sociálně demokratickou stranu dělnickou.

## Biografie
Politicky aktivní byl již za Rakouska-Uherska. Neúspěšně kandidoval v zemských volbách v Čechách roku 1908 na Český zemský sněm za kurii měst a průmyslových míst, obvod Tábor, Kamenice nad Lipou, Pelhřimov a Soběslav. Uvádí se jako úředník v Praze VIII. Ve volbách do Říšské rady roku 1911 se stal poslancem Říšské rady (celostátní parlament), kam byl zvolen za okrsek Čechy 063. Usedl do poslanecké frakce Klub českých sociálních demokratů. Ve vídeňském parlamentu setrval do zániku monarchie. Profesně se uvádí jako úředník z Prahy.
V červnu 1917 byl členem delegace českých sociálních demokratů ve Stockholmu na takzvaném mírovém kongresu Druhé internacionály. Šlo o pokus o mírovou dohodou socialistických stran, zorganizovaný sociálními demokraty z neutrálních států.
Zemřel 16. října 1938 v Praze. Jeho vnukem je poválečný i polistopadový pražský politik ČSSD Jaromír Šída.